# 阿尔贝特·诺登
阿尔贝特·诺登（德語：Albert Norden，1909年12月15日—1982年5月30日），德国统一社会党政治局委员，东德部长会议第一副主席。

## 生平
1909年，出生于柏林的工人家庭。1928年，参加工人运动。1929年，入党。1934年，流亡苏联。1937年，参加西班牙国际纵队。1939年，被捕，判刑八年。1945年，东德解放，参加柏林市委工作。1953年，任柏林专区党委第一书记。1954年，为中央委员、政治局候补委员。1957年，任中央委员会书记。1958年，为政治局委员。1961年，任东德国民经济委员会主席。1965年，任部长会议副主席。12月，兼任物资管理部部长。1968年，任部长会议第一副主席，主管经济工作。1981年，因病退休。1982年，去世。